# Presidente de las Cortes Valencianas
El presidente de las Cortes Valencianas es el máximo representante de la cámara parlamentaria de la Comunidad Valenciana (España), las Cortes. El presidente de las Cortes preside la Mesa y las sesiones plenarias, entre otras funciones.
Desde 2023, la presidenta de las Cortes Valencianas es María de los Llanos Massó Linares.

## Presidentes
| Legislatura      | Presidente/a                     | Presidente/a                      | Partido       | Inicio de mandato     | Fin de mandato          |
| ---------------- | -------------------------------- | --------------------------------- | ------------- | --------------------- | ----------------------- |
| I legislatura    |                                  | Antonio García Miralles           | PSPV-PSOE     | 7 de junio de 1983    | 20 de junio de 1995     |
| II legislatura   |                                  | Antonio García Miralles           | PSPV-PSOE     | 7 de junio de 1983    | 20 de junio de 1995     |
| III legislatura  |                                  | Antonio García Miralles           | PSPV-PSOE     | 7 de junio de 1983    | 20 de junio de 1995     |
| IV legislatura   |                                  | Vicente González Lizondo          | UV            | 20 de junio de 1995   | 23 de diciembre de 1996 |
| IV legislatura   | Héctor Villalba Chirivella       | 12 de febrero de 1997             | UV            | 9 de julio de 1999    |                         |
| V legislatura    |                                  | Marcela Miró Pérez                | PPCV          | 9 de julio de 1999    | 12 de junio de 2003     |
| VI legislatura   | Julio Francisco de España Moya   | 12 de junio de 2003               | PPCV          | 4 de junio de 2007    |                         |
| VII legislatura  | María Milagrosa Martínez Navarro | 14 de junio de 2007               | PPCV          | 9 de junio de 2011    |                         |
| VIII legislatura | Juan Gabriel Cotino Ferrer       | 9 de junio de 2011                | PPCV          | 13 de octubre de 2014 |                         |
| VIII legislatura | Alejandro Font de Mora Turón     | 15 de octubre de 2014             | PPCV          | 11 de junio de 2015   |                         |
| IX legislatura   |                                  | Francesc Colomer Sánchez          | PSPV-PSOE     | 11 de junio de 2015   | 1 de julio de 2015      |
| IX legislatura   |                                  | Enric Xavier Morera i Català      | Més-Compromís | 5 de julio de 2015    | 15 de mayo de 2019      |
| X legislatura    | 16 de mayo de 2019               | Enric Xavier Morera i Català      | Més-Compromís | 26 de junio de 2023   |                         |
| XI legislatura   |                                  | María de los Llanos Massó Linares | Vox           | 26 de junio de 2023   | En el cargo             |

## Línea temporal
Desde la promulgación del Estatuto de Autonomía de la Comunidad Valenciana de 1982 ha habido once presidentes de las Cortes Valencianas: dos socialistas, dos regionalistas conservadores, cinco populares, un nacionalista de izquierdas y una nacionalista de derechas. El presidente que más tiempo ha estado en el cargo ha sido Antonio García Miralles (12 años y 13 días) y el que menos Francesc Colomer (20 días).

## Elección
Según los artículos 36 y 37 de la sección segunda del Reglamento de las Cortes Valencianas, los diputados son quienes eligen, entre los mismos, al Presidente de Les Corts. Estos pueden presentar a la Mesa candidaturas para la presidencia de las Cortes Valencianas. Para la elección, cada diputado escribe un único nombre en la papeleta de voto y la entrega al presidente o presidenta de la Mesa de Edad para que sea depositada en la urna. Resulta elegido el que obtiene la mayoría absoluta (50 en la actualidad).
Si en la primera votación ninguno de los diputados consigue la mencionada mayoría, se repite la elección entre los dos diputados y diputadas que más se hayan aproximado, resultando elegido el que obtenga más votos. En caso de empate se repite la votación y, si después de cuatro votaciones persiste el empate, resulta elegido el candidato que forme parte de la candidatura más votada en las elecciones.

## Funciones
El presidente de las Cortes Valencianas tiene las siguientes funciones asignadas:
- Ejercer la representación de la Cámara.
- Asegurar la buena marcha de los trabajos.
- Dirigir los debates.
- Mantener el orden y ordenar los pagos, sin perjuicio de las delegaciones que pueda conferir.
- Cumplir y hacer cumplir el Reglamento, interpretarlo en caso de duda y suplirlo en los de omisión mediante las Resoluciones de Presidencia.